# ジュニアグランプリ (笠松競馬)
ジュニアグランプリとは笠松競馬場で行われていた競馬の重賞競走（平地競走）である。

## 概要
1976年に創設。年末に行われていた競走である。
1994年の優勝馬ライデンリーダーは同競走を始め笠松競馬場所属ながら中央競馬の4歳牝馬特別（西）を優勝し中央競馬牝馬三冠に駒を進めた功績を認められ、1997年に「ライデンリーダー記念」が創設された。ジュニアグランプリと同条件の競走であったが回次を改めて第1回としたためジュニアグランプリは廃止、事実上の転換となっている。
その他の歴代優勝馬には中央競馬に移籍して活躍したオグリキャップ、オグリローマン兄妹、またオグリホワイトも中央競馬移籍後は目立った成績を残せなかったが三兄弟による同一重賞競走制覇を達成している。
出走条件は東海地方公営競馬所属のサラブレッド系2歳馬（当時の馬齢表記では3歳）。
距離はダート1600m。

## 歴代優勝馬
| 回数   | 施行日         | 優勝馬           | 性齢 | 所属 | タイム | 優勝騎手 | 管理調教師 | 馬主               |
| ------ | -------------- | ---------------- | ---- | ---- | ------ | -------- | ---------- | ------------------ |
| 第1回  | 1976年12月26日 | シプリアパール   | 牡2  | 笠松 | 1:43.9 | 安藤勝己 | 吉田       |                    |
| 第2回  | 1977年12月24日 | シルビヤマル     | 牡2  | 笠松 | 1:44.7 | 柴田高志 | 林         |                    |
| 第3回  | 1978年12月24日 | エイブルダイオー | 牡2  | 笠松 | 1:46.0 | 安藤光彰 | 梶原軍造   |                    |
| 第4回  | 1979年12月26日 | リユウネーシヨン | 牡2  | 笠松 | 1:44.1 | 柴田高志 | 大橋憲     |                    |
| 第5回  | 1980年12月24日 | フジノシンゲキ   | 牡2  | 笠松 | 1:43.2 | 坂本敏美 | 伏見       |                    |
| 第6回  | 1981年12月27日 | ベンテンナスコ   | 牡2  | 笠松 | 1:44.7 | 井上孝彦 | 荒川友司   |                    |
| 第7回  | 1982年12月26日 | リユウフレンチ   | 牡2  | 笠松 | 1:43.5 | 坂本敏美 | 大橋憲     |                    |
| 第8回  | 1983年12月28日 | リユウズイシヨウ | 牡2  | 笠松 | 1:44.1 | 町野良隆 | 大橋憲     | 大橋義雄           |
| 第9回  | 1984年12月26日 | ミスターボーイ   | 牡2  | 笠松 | 1:42.4 | 安藤光彰 | 横山忠     | 小原巖             |
| 第10回 | 1985年12月29日 | ドントツプ       | 牡2  | 笠松 | 1:44.9 | 井上孝彦 | 梶原軍造   |                    |
| 第11回 | 1986年12月29日 | シゲルオー       | 牡2  | 笠松 | 1:44.4 | 横山誠   | 松村友     | 杉山茂             |
| 第12回 | 1987年12月29日 | オグリキヤツプ   | 牡2  | 笠松 | 1:45.0 | 安藤勝己 | 鷲見昌勇   | 小栗孝一           |
| 第13回 | 1988年12月29日 | ミツアキグシケン | 牡2  | 笠松 | 1:46.5 | 川原正一 | 後藤義     |                    |
| 第14回 | 1989年12月29日 | マツクスフリート | 牝2  | 笠松 | 1:45.5 | 安藤勝己 | 荒川友司   | 松田三芳           |
| 第15回 | 1990年12月29日 | ベッスルエース   | 牡2  | 笠松 | 1:44.3 | 小森勝政 | 飯干秀人   | 舩橋武雄           |
| 第16回 | 1991年12月29日 | オグリホワイト   | 牝2  | 笠松 | 1:44.4 | 安藤勝己 | 鷲見昌勇   | 小栗孝一           |
| 第17回 | 1992年12月29日 | サブリナチェリー | 牡2  | 笠松 | 1:41.9 | 安藤勝己 | 荒川友司   | チエリー商事（合） |
| 第18回 | 1993年12月29日 | オグリローマン   | 牝2  | 笠松 | 1:41.0 | 安藤勝己 | 鷲見昌勇   | 小栗孝一           |
| 第19回 | 1994年12月29日 | ライデンリーダー | 牝2  | 笠松 | 1:44.2 | 安藤勝己 | 荒川友司   | 水野俊一           |
| 第20回 | 1995年12月29日 | マルカテンメイ   | 騸2  | 笠松 | 1:45.0 | 村井栄治 | 神部幸夫   | 河長産業（株）     |
| 第21回 | 1996年12月29日 | シンプウライデン | 牡2  | 笠松 | 1:43.2 | 安藤勝己 | 荒川友司   | 小塚宏憲           |

- 2000年以前の優勝馬も馬齢は現表記を用いている。